# Sérgio Machado (homme politique)
José Sérgio de Oliveira Machado, né le 18 décembre 1946, est un homme politique brésilien.